# Proteostrenia ossea
Proteostrenia ossea là một loài bướm đêm trong họ Geometridae.